# Raiffeisenbank Kirchweihtal
Die Raiffeisenbank Kirchweihtal eG ist eine Genossenschaftsbank mit Sitz in der bayerischen Gemeinde Pforzen im Landkreis Ostallgäu.

## Geschichte
Die heutige Raiffeisenbank Kirchweihtal eG entstand im Jahr 1981 aus der Fusion der Raiffeisenbank Dösingen-Westendorf eG mit dem Sitz in Westendorf mit der Raiffeisenkasse Oberostendorf eG mit dem Sitz in Oberostendorf. Doch die Wurzeln der Bank führen noch länger zurück. Die am 15. Januar 1886 gegründete Raiffeisenkasse Ketterschwang – heute ein Ortsteil von Germaringen – war die erste Vorgängerbank der Raiffeisenbank Kirchweihtal. Daraufhin folgten viele Fusionen bis zur heutigen Größe.
- 1967 – Fusion der Raiffeisenkasse Waal eGmbH mit dem Sitz in Waal (gegründet am 20. Januar 1895) mit der Raiffeisenkasse Emmenhausen-Bronnen eGmbH mit dem Sitz in Emmenhausen (gegründet am 1. Februar 1894)
- 1968 – Fusion der Raiffeisenkasse Waal eGmbH mit der Raiffeisenkasse Waalhaupten eGmbH mit dem Sitz in Waalhaupten (gegründet am 2. Januar 1918)
- 1969 – Fusion der Raiffeisenkasse Westendorf eGmbH (gegründet am 3. November 1903) mit der Raiffeisenkasse Dösingen eGmbH (gegründet am 14. Dezember 1910) zur Raiffeisenbank Dösingen-Westendorf eGmbH
- 1970 – Fusion der Raiffeisenkasse Oberostendorf eGmbH (gegründet am 10. Februar 1901) mit der Raiffeisenkasse Lengenfeld eGmbH mit dem Sitz in Lengenfeld (gegründet am 16. April 1900)
- 1970 – Dreierfusion der Raiffeisenkasse Aufkirch-Blonhofen eGmbH mit dem Sitz in Aufkirch (gegründet am 22. Oktober 1900) mit der Raiffeisenkasse Frankenhofen eGmbH mit dem Sitz in Frankenhofen (gegründet am 17. Januar 1908) und der Raiffeisenkasse Osterzell eGmbH mit dem Sitz in Osterzell (gegründet am 16. Dezember 1900) zur Raiffeisenbank Kaltental eGmbH mit dem Sitz in Kaltental
- 1980 – Fusion der Raiffeisenbank Irsee eG mit dem Sitz in Irsee (gegründet am 11. August 1907) mit der Raiffeisenbank Pforzen eG mit dem Sitz in Pforzen (gegründet am 4. Oktober 1903) zur Raiffeisenbank Irsee-Pforzen eG mit dem Sitz in Pforzen.
- 1981 – Fusion der Raiffeisenbank Rieden eG mit dem Sitz in Rieden (gegründet am 28. Januar 1911) mit der Raiffeisenbank Irsee-Pforzen eG zur Raiffeisenbank Irsee-Pforzen-Rieden eG mit dem Sitz in Pforzen
- 1983 – Fusion der Raiffeisenbank Untergermaringen eG mit dem Sitz in Untergermaringen (gegründet am 4. Dezember 1910) mit der Raiffeisenbank Ketterschwang eG mit dem Sitz in Kettenschwang zur Raiffeisenbank Ketterschwang-Untergermaringen eG mit dem Sitz in Germaringen
- 1989 – Fusion Raiffeisenbank Kirchweihtal eG mit dem Sitz in Oberostendorf mit der Raiffeisenbank Waal eG
- 1990 – Fusion der Raiffeisenbank Irsee-Pforzen-Rieden eG mit der Raiffeisenbank Ketterschwang-Untergermaringen eG
- 1994 – Fusion der Raiffeisenbank Kirchweihtal eG mit der Raiffeisenbank Kaltental eG
- 2008 – Fusion der Raiffeisenbank Kirchweihtal eG mit der Raiffeisenbank Irsee-Pforzen-Rieden eG

Die Raiffeisenbank Kirchweihtal eG fusionierte zuletzt 2012 mit der am 13. November 1904 gegründeten Raiffeisenbank Obergermaringen eG. mit dem Sitz in Obergermaringen.

## Rechtsverhältnisse
Die Raiffeisenbank Kirchweihtal eG ist im Genossenschaftsregister beim Amtsgericht Kempten (Allgäu) unter GnR 714 eingetragen.

## Organisationsstruktur
Rechtsgrundlagen sind das Genossenschaftsgesetz und die durch die Generalversammlung beschlossene Satzung. Organe der Bank sind der Vorstand, der Aufsichtsrat und die Generalversammlung.

## Sicherungseinrichtung
Die Raiffeisenbank Kirchweihtal eG ist der amtlich anerkannten Sicherungseinrichtung des Bundesverbandes der Deutschen Volksbanken und Raiffeisenbanken GmbH und der zusätzlichen freiwilligen Sicherungseinrichtung des Bundesverbandes der Deutschen Volksbanken und Raiffeisenbanken e.V. angeschlossen.

## Geschäftsausrichtung
Die Raiffeisenbank Kirchweihtal eG betreibt das Universalbankgeschäft. Im Verbundgeschäft arbeitet sie mit der DZ Bank, R+V Versicherung, Bausparkasse Schwäbisch Hall, Teambank, VR Leasing,  DZ Hyp und der Union Investment zusammen.

## Geschäftsgebiet

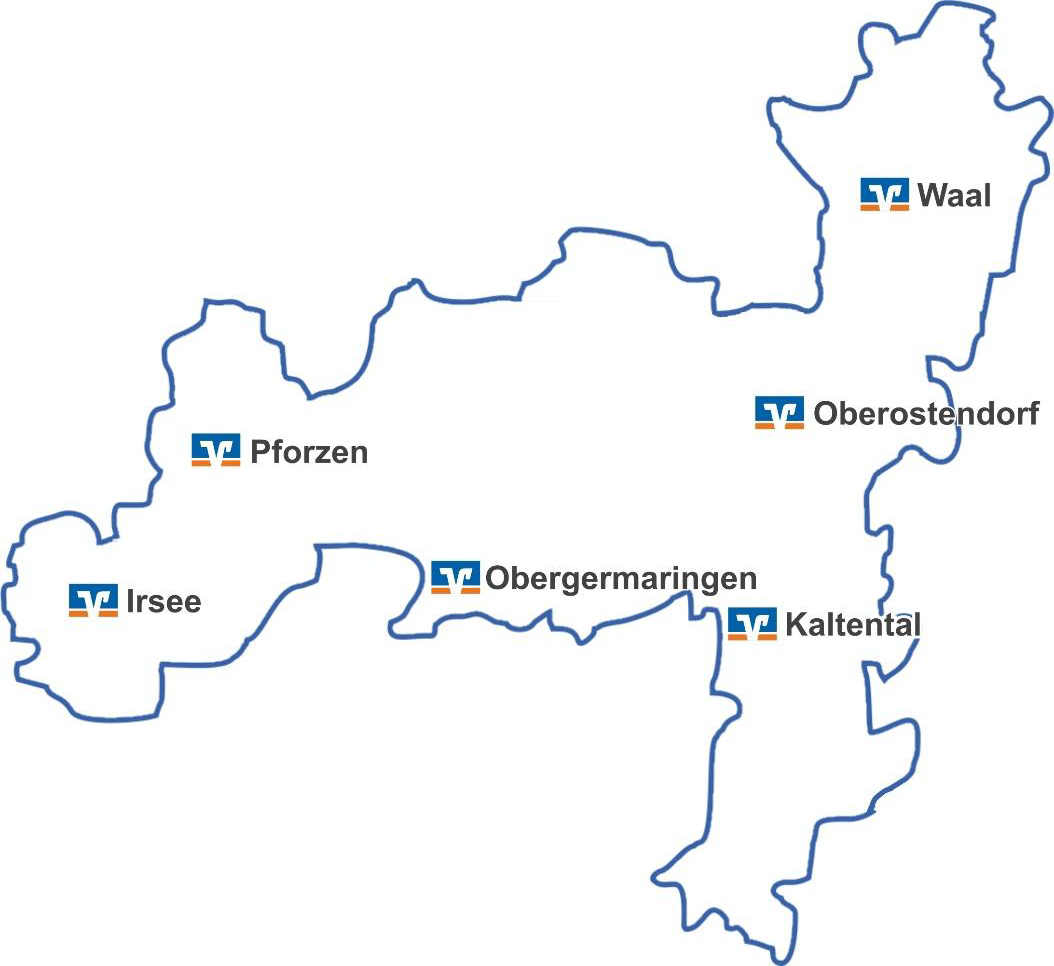
Geschäftsgebiet

Das Geschäftsgebiet liegt im Norden des Landkreises Ostallgäu.
An diesen Orten betreibt die Bank Filialen:
- Pforzen (Hauptstelle, jur. Sitz)
- Waal (Geschäftsstelle)
- Oberostendorf	(Geschäftsstelle)
- Aufkirch (Geschäftsstelle)
- Obergermaringen (Geschäftsstelle)

Hinzu kommen zwei Lagerhäuser in Oberostendorf und Pforzen.